# Уріз води

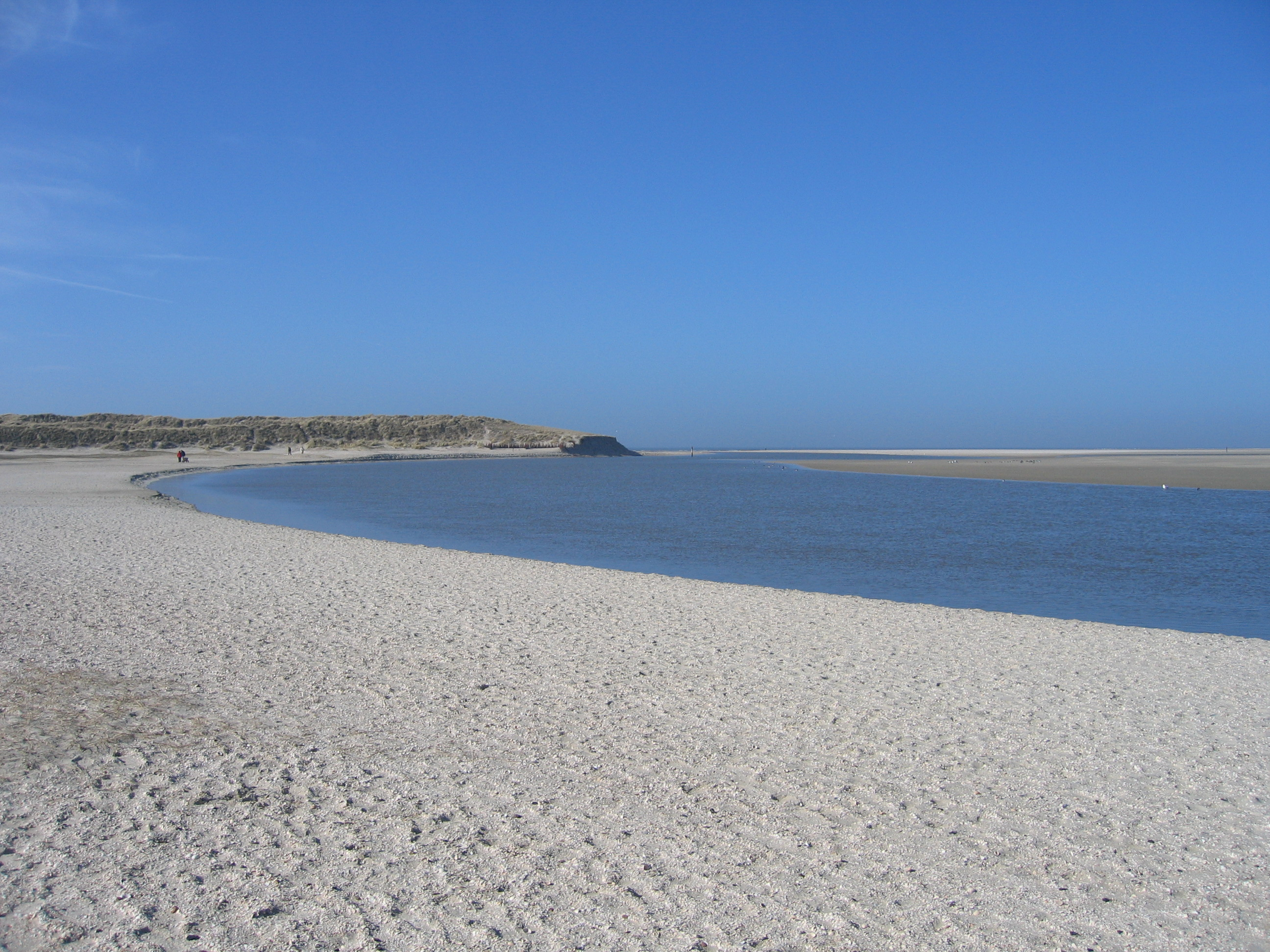
Лінія урізу води

Урі́з води́ — лінія перетину водної поверхні водотоку або водойми (озера, річки, моря) з поверхнею суші (берегом). Положення урізу води непостійне, воно залежить від коливань рівня води, які обумовлюються, наприклад, повенями, припливами, діяльністю людини тощо.
За висотною позначкою урізу води визначається висота водотоку (водойми) над рівнем моря.
За плановим положенням урізу води визначається межа водотоку або водоймища.